# Coppa Bernocchi 1936
La Coppa Bernocchi 1936, diciottesima edizione della corsa, si svolse il 13 settembre 1936 su un percorso di 212 km con partenza e arrivo a Legnano. Riservata a professionisti e indipendenti, fu vinta dall'italiano Enrico Mollo, che terminò la gara in 6h30'00" precedendo i connazionali Pietro Rimoldi e Carlo Romanatti; conclusero la prova, organizzata dall'Unione Sportiva Legnanese, 21 dei 36 ciclisti al via.

## Ordine d'arrivo (Top 12)
| Pos. | Corridore         | Squadra       | Tempo    |
| ---- | ----------------- | ------------- | -------- |
| 1    | Enrico Mollo      | Gloria        | 6h30'00" |
| 2    | Pietro Rimoldi    | Ganna         | s.t.     |
| 3    | Carlo Romanatti   | Bianchi       | s.t.     |
| 4    | Aurelio Scazzola  | C.C. Alessan. | s.t.     |
| 5    | Giovanni Gotti    | Legnano       | s.t.     |
| 6    | Enrico Desenzani  | -             | s.t.     |
| 7    | Bernardo Rogora   | Gloria        | s.t.     |
| 8    | Michele Benente   | Gloria        | s.t.     |
| 8    | Augusto Como      | -             | s.t.     |
| 8    | Maggiorino Grosso | -             | s.t.     |
| 8    | Enrico Mara       | -             | s.t.     |
| 8    | Giovanni Valetti  | Fréjus        | s.t.     |